# Зальдерн, Фридрих Кристоф фон
Фридрих Кристоф фон Зальдерн (2 января 1719 — 14 марта 1785) — прусский военный деятель времён Фридриха Великого.

## Биография

### Происхождение и семья
Фридрих Залдерн родился в Пригнице в семье саксонской знати. Фридрих Кристоф Залдерн родился в старинной саксонской дворянской семье Залдерн. На момент его рождении в 1719 году его отец Отто Людольф фон Салдерн (26 июня 1686 — 5 апреля 1753) был командиром батальона Колобжега. Его матерью была Лукреция Тугендрейх фон Холцендорф (1700 — 1728). После ее смерти его отец женился во второй раз.
Фридрих Залдерн был трижды женат:
- 1 июня 1748 года женился на Софи Антуанетте Катарине фон Теттау (1720—1759) — дамы из окружения королевы Елизаветы Кристины и дочери подполковника Карла фон Теттау;
- 5 января 1763 года женился на Вильгельмине фон Борке (6 апреля 1742 — 15 мая 1766);
- В 1767 году женился на сестре своей второй жены Хелене Бернхардине фон Борке (1743 — 1831).

Всего у Фридриха Зальдерна было двое детей.

### Военная карьера
В прусской армии в 1735 года. Из-за своего высокого роста был переведен в гвардию в 1739 году. Когда полк в котором служил Зальдерн был распущен после восхождения Фридриха II на престол. Зальдерн был переведен во второй батальон нового гвардейского полка в качестве первого лейтенанта. Во время сражения при Лейтене Фридрих Кристоф командовал батальоном, так же участвовал и в битве при Хохкирхе, после которой получил чин генерал-майора. Во время сражения при Торгау Фридрих Зальдерн и Вихард Иоахим Генрих фон Мёллендорф сумели повернуть ход битвы в свою пользу. Однако в следующем году король Фридрих Великий распорядился продать замок Губертусбург, после чего король уволил его со службы. После заключения перемирия король возвратил его на службу и назначил инспектором войск в Магдебурге. В 1766 году получил чин генерал-лейтенанта.
Оставшуюся часть жизни Фридрих Зальдерн изучал военную науку и писал по неё труды. В 1851 году имя Фридрих Зальдерна была выгравировано на конной статуе Фридриха Великого.